# サリバンス川
サリバンス川（サリバンスがわ、Sullivans Creek、サリバンスクリーク）はオーストラリアのキャンベラを流れる小川である。サリバンス川は52平方km(20平方マイル)の流域面積を持つ。.
町の北側を流れ、オーストラリア国立大学の敷地内を通りバーリー・グリフィン湖へと注ぐ。